# Celleno
Celleno – miejscowość i gmina we Włoszech, w regionie Lacjum, w prowincji Viterbo.
Według danych na rok 2004 gminę zamieszkiwały 1283 osoby, 53,5 os./km².